# Wild Life
För andra betydelser, se Wild Life (olika betydelser).
Wild Life är ett album från 1971 av den brittiska rockgruppen Wings.
Denny Seiwell hade redan varit med under sessionerna för Ram, och fick nu erbjudandet att vara med i Paul McCartneys grupp Wings. Denny Laine och Paul hade känt varandra sedan mitten på 60-talet, och när Paul fick idén att skapa en ny grupp bad han Laine att ställa upp.
Skivan spelades in mycket snabbt, då Paul hade läst om Bob Dylans sätt att spela in skivor. Skillnaden var bara att Wings inte hade några färdiga låtar till skivan, vilket betydde att många låtar fick improviseras fram. Dessutom fick man hämta låten Dear Friend från sessionerna till den föregående skivan.
Allmänt anses inte Wild Life tillhöra McCartneys bättre alster, även om det som vanligt finns små guldkorn att finna även här. Att Paul valt att lägga två relativt substanslösa improvisationer som de första låtarna på albumet färgar också intrycket.
Inga singlar släpptes från Wild Life.

## Låtlista
Alla låtar skrivna av McCartney/McCartney om inget annat anges
1. "Mumbo"
2. "Bip Bop"
3. "Love Is Strange"  - (Baker/Smith)
  - En av få låtar på McCartneys skivor som inte är skriven av honom själv eller någon bandmedlem.
4. "Wild Life"
5. "Some People Never Know"
6. "I Am Your Singer" 
  - Den första Wings-låt där någon annan än Paul sjunger huvudstämman. Linda sjunger andra versen.
7. "Bip Bop Link" 
  - Listades inte som ett separat spår på LP:n även om den finns med även där.
8. "Tomorrow"
9. "Dear Friend" 
  - Kan ses som en försoningsgest mot John Lennon efter deras verbala och musikaliska skärmytslingar. Inspelad under sessionerna för Ram.
10. "Mumbo Link" 
  - Listades inte som ett separat spår på LP:n även om den finns med även där.

Senare versioner på CD har lagt till bonuslåtar.

## Medverkande
- Paul McCartney - elbas, gitarr, piano, keyboards, percussion, sång.
- Linda McCartney - keyboards, piano, percussion, sång
- Denny Laine - gitarr, elbas, percussion, keyboards, sång.
- Denny Seiwell - trummor, percussion.